# Краунс, Лоренцо
Лоре́нцо Кра́унс (англ. Lorenzo Crounse; 27 января 1834 — 13 мая 1909) — американский политик, член Палаты представителей США, 8-й губернатор Небраски.

## Биография
Лоренцо Краунс родился в городе Шарон, округ Скохари, Нью-Йорк, в семье Джона Краунса и Маргарет ван Аэрнам. Его отец был немцем, а мать — датчанкой. Он учился в семинарии и государственной школе. Позже Краунс изучал право, в 1857 году был принят в коллегию адвокатов, и открыл частную практику в Форт-Плейн.
Во время Гражданской войны Краунс служил капитаном батареи лёгкой артиллерии. В 1862 году он был ранен в битве у реки Раппаханнок, после чего вышел в отставку и вернулся к юридической практике. В 1864 году Краунс переехал в Небраску, где продолжил работать юристом.
В 1866 году Краунс был избран в Палату представителей территории Небраска, а также был делегатом конституционного конвента. В 1867—1873 годах он был членом Верховного суда штата, а в 1873—1877 годах — членом Палаты представителей США от Небраски. В 1879—1883 годах Краунс возглавлял налоговую службу штата, в 1880 году — делегацию штата на национальном съезде Республиканской партии, а в 1891—1892 годах был заместителем министра финансов США.
В ноябре 1892 года Краунс был избран губернатором Небраски. Во время его пребывания в должности был принят закон о железных дорогах, ограничены расходы штата, а также была применена процедура импичмента к трём должностным лицам. Краунс вышел в отставку 3 января 1895 года, но остался в политике, и в 1900 году на протяжении одного срока был членом Сената Небраски.
В 1860 году Краунс женился на Мэри Гриффитс, у них было четверо детей. После смерти жены в 1882 году, он остался вдовцом и последние годы жил у одного из своих детей.
Лоренцо Краунс умер 13 мая 1909 года в Омахе, и был похоронен на городском кладбище Форт-Калхуна. В его честь был назван один из городов вблизи Линкольна (ныне исчезнувший).